# Відокремлюваний морфізм схем
У алгебричній геометрії поняття відокремлюваних схем є певною мірою аналогом гаусдорфових просторів у загальній топології. Зокрема топологічний простір {\displaystyle X} є гаусдорфовим тоді і тільки тоді коли діагональ {\displaystyle \{(x,x)\in X\times X\}} є замкнутою у {\displaystyle X\times X}. Стандартне означення гаусдорфових просторів не має особливого змісту для схем. Зокрема для афінної схеми {\displaystyle {\rm {Spec}}R} із топологією Зариського, якщо нільрадикал кільця R є простим ідеалом, то перетин довільних двох відкритих множин є непустим.
Натомість перенесення означення за допомогою діагоналі приводить до змістовних понять відокремлюваних схем і морфізмів.

## Означення
Нехай {\displaystyle X\to S} морфізм схем і {\displaystyle p,q\colon X\times _{S}X\to X} проєкції розшарованого добутку {\displaystyle X} з собою на компоненти. Згідно з універсальною властивістю розшарованого добутку існує єдиний морфізм {\displaystyle S}-схема {\displaystyle \Delta _{X/S}\colon X\to X\times _{S}X} для якого {\displaystyle p\circ \Delta _{X/S}={\rm {Id}}_{X}=q\circ \Delta _{X/S}}. Цей морфізм називається діагональним морфізмом для {\displaystyle X} над {\displaystyle S}. Образ цього морфізму називається діагоналлю {\displaystyle X\times _{S}X}.
Морфізм схем {\displaystyle X\to S} називається відокремлюваним морфізмом якщо діагональ {\displaystyle X\to X\times _{S}X} є замкнутою множиною.
{\displaystyle S}-схема {\displaystyle X} називається відокремлюваною якщо структурний морфізм {\displaystyle X\to S} є відокремлюваним.
Схема {\displaystyle X} називається відокремлюваною схемою якщо канонічний морфізм {\displaystyle X\to {\rm {Spec}}\ \mathbb {Z} } є відокремлюваним.

## Приклади
- Усі афінні схеми є відокремлюваними. Більш загально будь-який морфізм афінних схем {\displaystyle X={\rm {Spec}}\ A} {\displaystyle Y={\rm {Spec}}\ B} є відокремлюваним.

Будь-який морфізм афінних схем породжується гомоморфізмом кілець {\displaystyle \varphi :B\to A.} Розглядаючи кільце A як B-алгебру через це відображення можна записати {\displaystyle X\times _{Y}X={\rm {Spec}}(A\otimes _{B}A).} Діагональний морфізм:
{\displaystyle \Delta :X\to X\times _{Y}X}
відповідає гомоморфізму
{\displaystyle \psi :A\otimes _{B}A\to A:\ a\otimes _{B}b\to ab.}
Оскільки {\displaystyle \psi } є очевидно сюр'єктивним гомоморфізмом то {\displaystyle \Delta } є замкнутою іммерсією і морфізм є відокремлюваним. Якщо взяти {\displaystyle Y={\rm {Spec}}\ \mathbb {Z} } то одержується твердження для афінних схем.
- Дві копії {\displaystyle X={\rm {Spec}}k[x]} і {\displaystyle Y={\rm {Spec}}k[y]} афінної при ідентифікації відкритих множин {\displaystyle X\setminus \{0\}={\rm {Spec}}k[x,1/x]} і {\displaystyle Y\setminus \{0\}={\rm {Spec}}k[y,1/y]} утворюють невідокремлювану схему над {\displaystyle {\rm {Spec}}k}. Дана схема називається афінною прямою із подвоєним початком координат.

Дійсно позначаючи цю схему Z одержуємо, що {\displaystyle Z\times _{{\rm {Spec}}k}Z} можна отримати із чотирьох афінних площин {\displaystyle {\rm {Spec}}k[x,y]} в яких усі точки окрім початку координат ідентифікуються. Таким чином у початку координат є чотири точки. Замикання у {\displaystyle Z\times _{{\rm {Spec}}k}Z} діагоналі афінної площини без початку координат міститьусі чотири точки в початку координат {\displaystyle Z\times _{{\rm {Spec}}k}Z.}
Натомість діагональний морфізм  {\displaystyle \Delta Z\to Z\times _{{\rm {Spec}}k}Z} одержується склеюванням діагональних морфізмів {\displaystyle \Delta _{1}X\to X\times _{{\rm {Spec}}k}X} і {\displaystyle \Delta _{2}Y\to Y\times _{{\rm {Spec}}k}Y.} Образом {\displaystyle \Delta (Z)} при цьому є діагональ без початку координат і дві точки у початку координат. Цей образ не є замкнутою множиною.

## Властивості
- Замкнуті і відкриті іммерсії є відокремлюваними морфізмами.
- Якщо {\displaystyle X\to S} є відокремлюваним морфізмом, то для всіх {\displaystyle T\to S} морфізм (забіна бази) {\displaystyle X\times _{S}T\to T} є відокремлюваним.
- Розшарований добуток {\displaystyle X\times _{S}Y} відокремлюваних {\displaystyle S}-схем є відокремлюваною {\displaystyle S}-схемою.
- Композиція відокремлюваних морфізмів є відокремлюваним морфізмом.
- Твердження нижче є еквівалентними:

1. {\displaystyle X} є відокремлюваною схемою;
2. існує відокремлюваний морфізм  {\displaystyle X\to {\rm {Spec}}\ A} у деяку афінну схему;
3. кожен морфізм {\displaystyle X\to {\rm {Spec}}A} є відокремлюваним.

- Якщо {\displaystyle \scriptstyle f,g\colon X\to Y} є морфізмами із редукованої схеми {\displaystyle X} у відокремлювану схему {\displaystyle Y} і існує щільна відкрита множина {\displaystyle U} для якої {\displaystyle f|_{U}=g|_{U}}, то {\displaystyle f=g}.
- Нехай {\displaystyle f\colon X\to Y} є морфізмом {\displaystyle S}-схем і {\displaystyle Y} є відокремлюваною над {\displaystyle S}. Тоді граф морфізма {\displaystyle f} є замкнутою множиною у {\displaystyle X\times _{S}Y}. Графом морфізма {\displaystyle f} за означенням є образ морфізма {\displaystyle ({\rm {Id}}_{X},f)\colon X\to X\times _{S}Y}.
- Алгебричні групи є завжди відокремлюваними.